# フィリップ・ロシュ
フィリップ・ロシュ (Philip Roche、1693年 – 1723年8月5日)は、海賊の黄金時代後期のアイルランド出身の海賊で、乗っ取った船の船長と乗組員を無慈悲に殺したことで知られる。

## 経歴
アイルランド出身のロシュは少年の頃から船乗りとして育ち、上品で端正な顔立ちをしていたが、その性根は腹黒く野蛮であった。ロシュはジョン・ユースタスという偽名を使い、悪党仲間と共謀して船に保険金をかけてから破壊するという保険金詐欺を働いていた。1721年、ロシュはコークの港でニールという悪党と知り合い、商船を乗っ取って海賊になるという計画を立てた。11月、彼らはニールの弟とピアース・カレン、フランシス・ワイズを仲間に加え、ピーター・タルトゥー船長が指揮するナント行きのフランス船に乗り組んだ。ロシュは船乗りの経験があったため、船長に信頼され、時には船の操舵を任されたという。

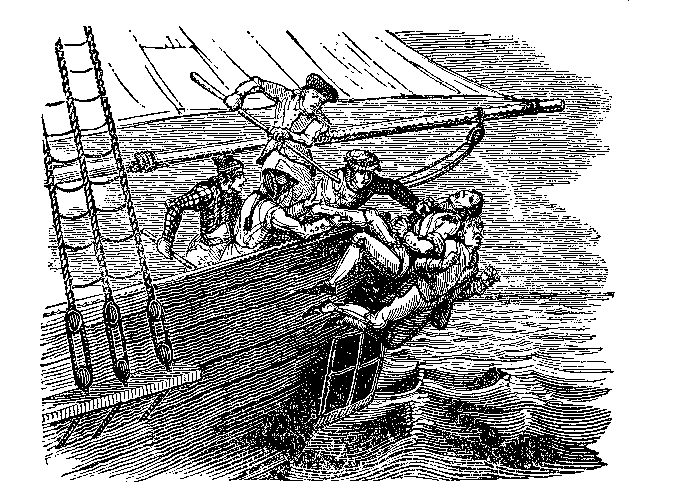
1780年のニューゲート監獄カレンダーより、ロシュと海賊たちが犠牲者を船外に投げ捨てる様子

11月15日を決行の日とした悪党一味であったが、もともと犯罪に乗り気でなかったワイズが計画を中止したいと言い出した。ロシュはワイズに向かって「フランス野郎を皆殺しにして船を奪うのを手伝わねぇのなら、アイルランド人でもフランス人と同じ目に遭うことになるぜ。だがもし手伝うなら獲物の分け前だってやろうじゃねえか」と言って説得した。決意が固まった一味は、まず3人のフランス人乗組員と1人の少年水夫に帆を降ろすように命じた。そして最初の2人がマストから降りてきたところを殴りつけ、海に放り込んだ。この凶行を見ていた残りの2人はトップマストに登って逃げようとしたが、カレンが追いかけて少年をマストから海に放り投げた。最後の1人はさらに甲板まで逃げたが、待ち構えていた残りの海賊たちによって殴打され、結局は海に放り込まれてしまった。船長と航海士はこの犠牲者たちの叫び声に驚いて甲板まで出てきたが、2人とも背中合わせに縛り上げられ、やはり海に捨てられてしまった。タルトゥー船長は最期まで命乞いをし、せめて死ぬ前に神に祈る時間がほしいと懇願までしたが、ロシュと一味はそれを無視したと後の裁判で明らかになっている。
この大殺戮の後、一味は船を漁って掠奪し、さらには船長室に集まって宴会をしながら次はニューファンドランドで海賊行為を行おうと話し合った。ロシュは海賊行為の発覚を恐れて船荷の署名をタルトゥー船長からピーター・ロシュと書き換えた。さらにダートマス港に立ち寄り、船を改造してメアリー号と改名した。ダートマス、オーステンデ、ロッテルダムの港で船荷を捌いた一味は、アネスリーというイギリス人商人を船に乗せるが、やはり彼も海に放り投げて殺してしまい、その品物は奪った。
やがて奪った船が捜索されているということを知ったロシュはル・アーヴルの港で下船し、カレンたちに船を任せた。ロシュはロンドンに戻って以前のように保険金を請求して蓄えを得ようとしたが、係員により詐欺だと見破られてしまった。彼は監獄から妻に手紙を出し、無実であること証明してほしいと懇願したが、妻の友人がジョン・ユースタスの正体こそロシュであると当局に通報してしまった。ニューゲート監獄に送られたロシュはカレンたち海賊仲間を密告して恩赦を得ようとしたが、ワイズを除く3人のうち2人しか発見できず、結局1723年8月5日に絞首刑となった。